# Is There Anybody Out There? The Wall Live 1980-81
Az Is There Anybody Out There? The Wall Live 1980-81 a Pink Floyd 2000-ben megjelent dupla koncert lemeze, a The Wall teljes koncert előadása a Pink Floyd eredeti négyes felállásának (Roger Waters, David Gilmour, Richard Wright és Nick Mason) előadásában. A felvételek 1980-ban és 1981-ben készültek, a legtöbb felvételt a londoni Earls Courtban rögzítették. A felvett anyagot James Guthrie keverte újra.

## Háttér
Az Is There Anybody Out There? az összes eredeti dal koncert verzióját tartalmazza, továbbá a What Shall We Do Now? és a The Last Few Bricks című dalokat is. A What Shall We Do Now? című dal valójában az eredeti albumra készült, de a megjelenés előtt mégis levették róla. A The Last Few Bricks egy instrumentális darab az Another Brick in the Wall (Part 3) és a Goodbye Cruel World között. A dal a The Happiest Days of Our Lives, a Don't Leave Me Now, a Young Lust és az Empty Spaces/What Shall We Do Now? című dalok részeiből állt össze. Ez tulajdonképpen egy "ütközőzóna" volt. Azért volt rá szükség, mert a falat építő munkások minden előadáson egy kicsit késtek az építéssel, és a show forgatókönyve szerint az utolsó téglát akkor kellett a helyére rakni, amikor Roger Waters a Goodbye Cruel World utolsó sorát énekli. Ez volt egyben a show első részének a vége. Érdekes, hogy a koncertalbum megjelenése előtt ennek a résznek nem volt hivatalos neve. A rajongók az "Almost Gone" elnevezést adták neki néhány bootleg albumon, de a hivatalos nevet – The Last Few Bricks – nem használták az 1980-81-es előadásokon. Az "Almost Gone" helyett a producer James Guthrie javasolta ezt Roger Watersnek az album keverésekor. A lemezen van két beszélő rész a MC: Atmos vagy a Master of Ceremonies – a kiadástól függően. Az egyik az In the Flesh? előtt az album elején, a másik pedig az In The Flesh visszatérésekor a második rész közepén. A konferanszié – a ceremóniamester és a rádiós DJ kombinációja – Gary Yudman volt.
A lemez megjelenését a kritikusok vegyesen fogadták. Néhány kritikus szerint a felépítése túl szigorú és kimért egy koncertalbumhoz, és úgy tűnik ez csak egy gyengébb verziója a stúdió felvételnek. Más kritikusok szerint pedig kiválóan bemutatja a Pink Floyd koncertjeit, valamint a felvétel és a produkció is kitűnő.
Néhány dal kicsit eltér az eredetitől. Az In the Flesh? és az In The Flesh kiterjedtebb bevezetőt kapott. A The Thin Ice és a Run Like Hell is hosszabb bevezetőt és befejezést kapott. Az Another Brick in the Wall (Part 2) gitár szólója és befejezése is hosszabb. A Mother gitáros szekciója, valamint a bevezetése és a befejezése is kiterjedtebb. A Young Lust bevezetője is teljesebb, valamint egy extra orgona szólóval gazdagodott Gilmour gitár szólója után. A Hey You gitár szólója szintén erősebb. A Comfortably Numb gitár szólója hosszabb és erőteljesebb lett, a befejezése pedig még nagyobb volumenű. A The Show Must Go On kapott egy extra versszakot, amit letöröltek az eredeti stúdió felvételről. Az Outside The Wall is hosszabb, mint a stúdióalbumon.
Az album a Billboard eladási listáin a 19. helyezést érte el, és 2000 májusában egymillió eladott példány után platina lemeznek minősítették az USA-ban.
Ez volt az első és egyetlen Pink Floyd album, ami nem jelent meg LP (bakelit lemez) formátumban.

## Számok listája
Az összes dalt Roger Waters szerezte, kivéve ahol ezt feltüntettük.

### Első lemez
1. Master of Ceremonies (a 2000-ben Észak-Amerikában megjelent CD-n) vagy MC:Atmos (az Európában megjelent CD-n és a 2005-ben Észak-Amerikában megjelent kiadáson.) – 1:13
2. In The Flesh? – 3:00
3. The Thin Ice – 2:49
4. Another Brick in the Wall (Part I) – 4:13
5. The Happiest Days of Our Lives – 1:40
6. Another Brick in the Wall (Part II) – 6:19
7. Mother – 7:54
8. Goodbye Blue Sky – 3:15
9. Empty Spaces – 2:14
10. What Shall We Do Now? – 1:40
11. Young Lust (Waters/Gilmour) – 5:17
12. One of My Turns – 3:41
13. Don't Leave Me Now – 4:08
14. Another Brick in the Wall (Part III) – 1:15
15. The Last Few Bricks (Waters/Gilmour) – 3:26
16. Goodbye Cruel World – 1:41

### Második lemez
1. Hey You – 4:55
2. Is There Anybody Out There? – 3:09
3. Nobody Home – 3:15
4. Vera – 1:27
5. Bring the Boys Back Home – 1:20
6. Comfortably Numb (Gilmour/Waters) – 7:26
7. The Show Must Go On – 2:35
8. Master of Ceremonies (a 2000-ben Észak-Amerikában megjelent CD-n ) vagy MC:Atmos (az Európában megjelent CD-n és a 2005-ben Észak-Amerikában megjelent kiadáson.) – 0:37
9. In The Flesh – 4:23
10. Run Like Hell (Gilmour/Waters) – 7:05
11. Waiting for the Worms – 4:14
12. Stop – 0:30
13. The Trial (Waters/Ezrin) – 6:01
14. Outside the Wall – 4:27

## Előadók
- David Gilmour: gitár, ének, mandolin az Outside the Wall című dalban.
- Roger Waters – basszusgitár, gitár, ének, klarinét az Outside the Wall című dalban.
- Richard Wright – billentyűsök, ének, harmonika az Outside the Wall című dalban.
- Nick Mason – dob, ütős hangszerek, akusztikus gitár az Outside the Wall című dalban.

### Közreműködők
- Snowy White – gitár (az 1980-as előadásokon)
- Willie Wilson – dob, ütős hangszerek
- Andy Bown – basszusgitár, akusztikus gitár az Outside the Wall című dalban
- Peter Wood – billentyűsök, akusztikus gitár az Outside the Wall című dalban
- Gary Yudman – MC
- Andy Roberts – gitár (az 1981-es előadásokon)
- Stan Farber – háttérének
- Joe Chemay – háttérének
- Jim Haas – háttérének
- John Joyce – háttérének

## Helyezések
Album
| Év   | Lista                                  | Helyezés |
| ---- | -------------------------------------- | -------- |
| 2000 | The Billboard 200                      | 19       |
| 2000 | A Billboard legjobb internetes albumai | 1        |

Kislemezek
| Év   | Kislemez     | Lista                  | Helyezés |
| ---- | ------------ | ---------------------- | -------- |
| 2000 | "Young Lust" | Mainstream Rock Tracks | 13       |